# عصر وحشت (فیلم ۲۰۱۳)
عصر وحشت (فرانسوی: La Bataille de Solférino‎) فیلمی در ژانر کمدی-درام است که در سال ۲۰۱۳ منتشر شد. از بازیگران آن می‌توان به ونسان ماکنی اشاره کرد.

## خلاصه فیلم
در ششم ماه می سال ۲۰۱۲، خبرنگار تلویزیون «لتیتا» در حال ترک خانه خود برای پوشش اتفاقات انتخابات ریاست‌جمهوری فرانسه است که همسر سابقش برای دیدن دو دختر آن‌ها از راه می‌رسد و…